# Deák Bill Gyula
Deák Bill Gyula (Budapest, 1948. november 8. –) Artisjus-díjas magyar blues-énekes. Gyakran „a magyar blueskirály” jelzővel illetik, de Bill Kapitánynak vagy egyszerűen csak Bill-nek is szokták szólítani. 1984-ben a Budapest Sportcsarnokban Chuck Berryvel közösen lépett fel, aki így vélekedett róla:
Ő a legfeketébb hangú fehér énekes, akit valaha hallottam.

## Pályafutása

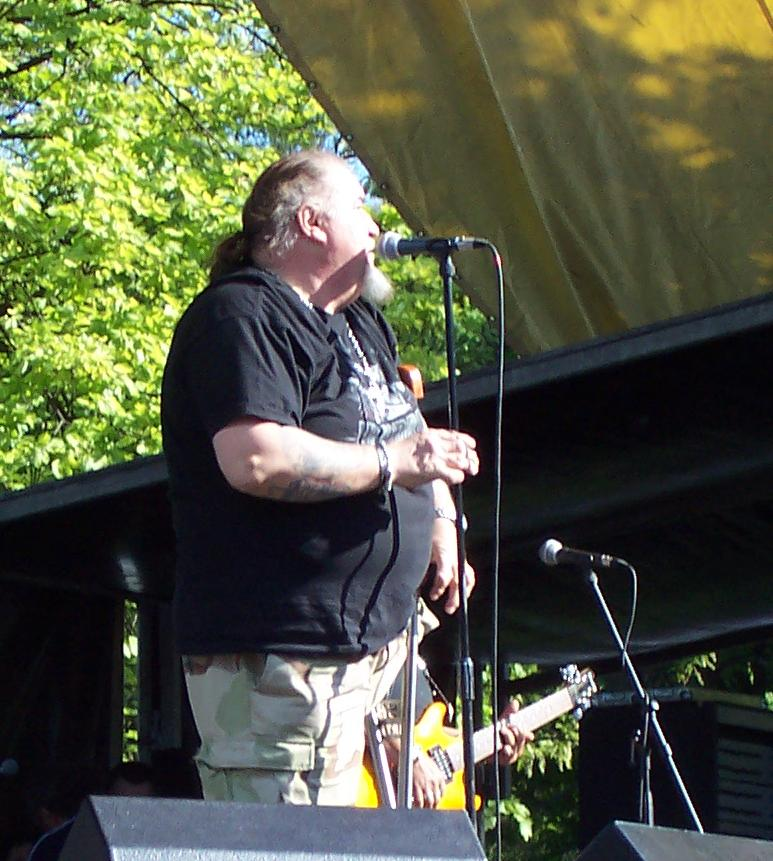
Deák Bill Gyula a 2007-es tabáni koncerten

Fiatalkorában Beatlest hallgatott, majd áttérve a Rolling Stonesra megismerte a rockzenét. Később megismerte és megszerette a bluest is, majd egyszer elment Orszáczky Miklós és Szakcsi Lakatos Béla koncertjére, ahol bluest játszottak angol nyelvű dalokkal. A koncert akkora hatással volt rá, hogy úgy érezte, nincs keresnivalója ezen a pályán, abba is akarta hagyni, de végül nem így döntött. Így vélekedik a bluesról:
A blues egy életforma, egy életérzés - magával ragad, és nem ereszt.
Csak fiatalon járt énektanárokhoz, akik mind operaénekest szerettek volna kihozni Bill hangjából, ám ez neki nem tetszett, így leszokott az énektanulásról. Pályafutása során nagy hatással volt rá Jimi Hendrix, valamint Radics Béla és Orszáczky Miklós is. A kőbányai Sztár együttesben külföldi dalok éneklésével kezdte pályafutását, majd később mint dzsesszénekes a Napsugár, a Wanderers és a Loyd zenekarokban énekelt, de első komolyabb együttese a Syrius volt.
1979 nyaráig vendégként lépett fel a Hobo Blues Banddel, később viszont állandó tagja lett a zenekarnak. Kezdetben a rock és a bluesmuzsika klasszikusait, Rolling Stones-, Doors-, Hendrix-, Cream-nótákat játszottak magyarul, Földes László „Hobo” fordításában, de Kex nóták is szerepeltek műsorukon. Először ezzel a zenekarral lépett fel nagyközönség előtt az 1980-as évek elején, s ekkor vált elismert énekessé. Filmszerepet kapott az 1981-es Kopaszkutya című Szomjas György filmben, aminek zenei anyaga csak tizenkét évvel később jelenhetett meg lemezen. 1983-ban még szélesebb ismertségre tett szert Torda táltosának szerepében a Szörényi Levente–Bródy János rockoperában, az István, a királyban, melyben nagyszerű alakítása és hangja lenyűgözte a közönséget. Később az Itt élned, halnod kell, a János vitéz és a Jézus Krisztus szupersztár című musicalekben szerepelt. A Hobo Blues Band számos művelődési házban és fesztiválon fellépett, ahol hatalmas sikereket arattak, melyhez nagyban hozzájárult Bill szereplése, s egy év alatt hihetetlen népszerűségre tett szert az együttes: a Beatrice, a P. Mobil és az Bizottság mellett felléptek a legendás Fekete Bárányok koncerten, amely az akkori rendszert elutasító, szabadságkereső fiatalok számára páratlanul népszerűnek bizonyult. A MOM Művelődési Központban működő klubjuk, az Ifjúsági Park-béli koncertek, valamint a vidéki fellépések során tízezrek kedvencévé vált. 1979 nyarán, amikor a HBB a svájci Krokus és az Omega előzenekaraként a Kisstadionban adott koncertet, a zenekar végleg befutott. Ennek ellenére az akkori hanglemezgyártó vállalat képviselői egyelőre nem akartak tudomást venni a sikereikről. A hatalmas nyomásnak engedve csak 1980-ban jelent meg az első kislemez, később már az első nagylemezt is kiadták, Középeurópai Hobo Blues címmel. Többször is kiérdemelték a különböző közönségszavazásokon az év együttese, az év előadója, az év egyénisége, az év hangszeres előadója címeket. 1985-ben Bill kilépett az együttesből.

### Szólópálya
1983-ban kezdte el szólópályáját, Rossz vér címmel megjelentette első szólólemezét, majd 1986-ban a Mindhalálig blues című albummal jelentkezett, s megalapította a Bill és a Box Company-t Bencsik Sándorral (a P. Mobil és a P. Box egykori tagjával). Egy évvel később, 1987-ben a Deák Bill Blues Band frontembere lett, amivel Dániában és az egykori Nyugat-Németországban is fellépett, s az 1990-es évektől kezdve vidéken és Budapesten is nagy sikerrel koncertezik ezzel az együttesével. Az 1993-as Bűnön, börtönön, bánaton túl című lemeze megjelenése után hat évig nem készített új lemezt, habár zenekarával rendszeresen koncertezett. Végül 1999-ben megjelentette a Bort, bluest, békességet albumát, majd rá két évvel a Bill kapitány blues cirkuszát, amit 2001-ben újra kiadtak CD-n és kazettán a Mindhalálig blues-zal együtt.
2007-ben Bill kapta a Blues Patika Életmű-díjat Tátrai Tibor és Sharrie Williams mellett. Betegség miatt viszont az átadón nem tudott megjelenni az énekes.
2008. március 7-én újabb díjban részesült Bill, mégpedig az első Pont FM Életmű-díjban, majd április 15-én, kilenc év után megjelent hatodik nagylemeze Hatvan csapás címmel. 2008. szeptember 27-én 19:30 perces kezdettel a Hobo Blues Band 30 éves évfordulóját egy jubileumi koncerttel ünnepelte meg a Papp László Budapest Sportarénában azokkal a vendégekkel, akik részt vettek a zenekar pályafutásában, így köztük Deák Bill Gyulával is. December 19-én újabb jubileumi koncerten énekelt, ezúttal a Körcsarnokban ünnepelve saját 60. születésnapját. 2009. február 11-én este a Fonogram díjkiosztó gálán Életmű-díjat kapott, amit a Millenáris Teátrumban vett át, Keresztes Ildikó köszöntésével. Bill így nyilatkozott a Bors napilapnak ezzel kapcsolatban:
Bevallom, elérzékenyültem! Nagyon nagy megtiszteltetés ez számomra! Fantasztikus, hogy elismerik a munkámat, úgy érzem, nem hiába csináltam a dolgaimat. Hatalmas sikereim voltak a Hobo Blues Banddel és az István, a királlyal is, de a jelenlegi korszak jelenti a csúcsot az életemben. Nem is fogok sokáig ücsörögni a babérjaimon: rengeteg koncertmeghívásnak kell eleget tennem, és szeretnék még nagyon sok jó lemezt is készíteni.
2009. március 24-én Bill kiadta első koncertalbumát 60. születésnapi jubileumi nagykoncert címen DVD-n, amin többnyire a Hatvan csapás lemez számai hallhatóak. Május 30-ára, a Pannónia Fesztivál szombati napjára újra összeállt az egykori Hobo Blues Band, Póka Egon, Tátrai Tibor, Solti János, Deák Bill Gyula és Hobo személyében.
2009. október 28-án megjelent Bill hetedik nagylemeze A Király meséi címen és egy életmű koncerttel készül november 20-án a Papp László Budapest Sportarénában, amelyről ezt mondta augusztusban:
Augusztusban elutazunk egy kicsit pihenni a családdal a török tengerpartra: ez lesz a nyári kikapcsolódásunk, de ősztől folytatódik a munka. A Király meséi lesz az új lemez címe: szeptembertől már kezdődik a feléneklés és készülünk egy nagykoncertre is. November 20-án ugyanis Deák Bill életmű koncertet adunk a Papp László Sportarénában, ahol vendégként ott lesz Presser Gábor és Hobo is. Ha a koncertre elkészül a lemez, már az új számokból is énekelünk. Izgalmas lesz a CD, ennyit elárulhatok, teljesen új dalokkal.
2011. február 11–12-én a Hobo Blues Band a Papp László Sportarénában tartotta búcsúkoncertjét, ugyancsak Deák Bill részvételével. 2012. március 15. alkalmával a Magyar Köztársasági Érdemrend Lovagkeresztjével tüntették ki.
2012. november 11-én infarktust kapott, ezért kórházba kellett szállítani, de szerencsére meggyógyult és azóta újra koncertezik.
2022 márciusában – „a magyar könnyűzenei életet gazdagító előadóművészi pályája, a magyar blues ikonikus alakjaként elért sikerei, évtizedek óta töretlenül népszerű […] művészi tevékenysége elismeréseként” – Áder János államfőtől megkapta a Magyar Érdemrend tisztikeresztje kitüntetést.

## Amputáció
Deák Bill Gyula bal lábát nagyon sok legenda és történet övezi, mivel máig sem lehet tudni pontosan, hogy mi is történt vele. 11 évesen az amputálásra valószínűleg azért került sor, mert focizás közben megrúgták, majd megműtötték, s talán orvosi műhiba következtében elzáródott a comb visszere, amitől ödémát kapott, így egy hét múlva amputálni kellett. Bill így emlékszik vissza:
Volt egy tályog a lábamon, amire az orvosok nem fordítottak kellő figyelmet. Ez elzárta a főütőeret, majd kialakult egy trombózis. Ezután elkezdett lilulni, zöldülni a lábam, majd egy hétre rá amputálták.

## Galéria

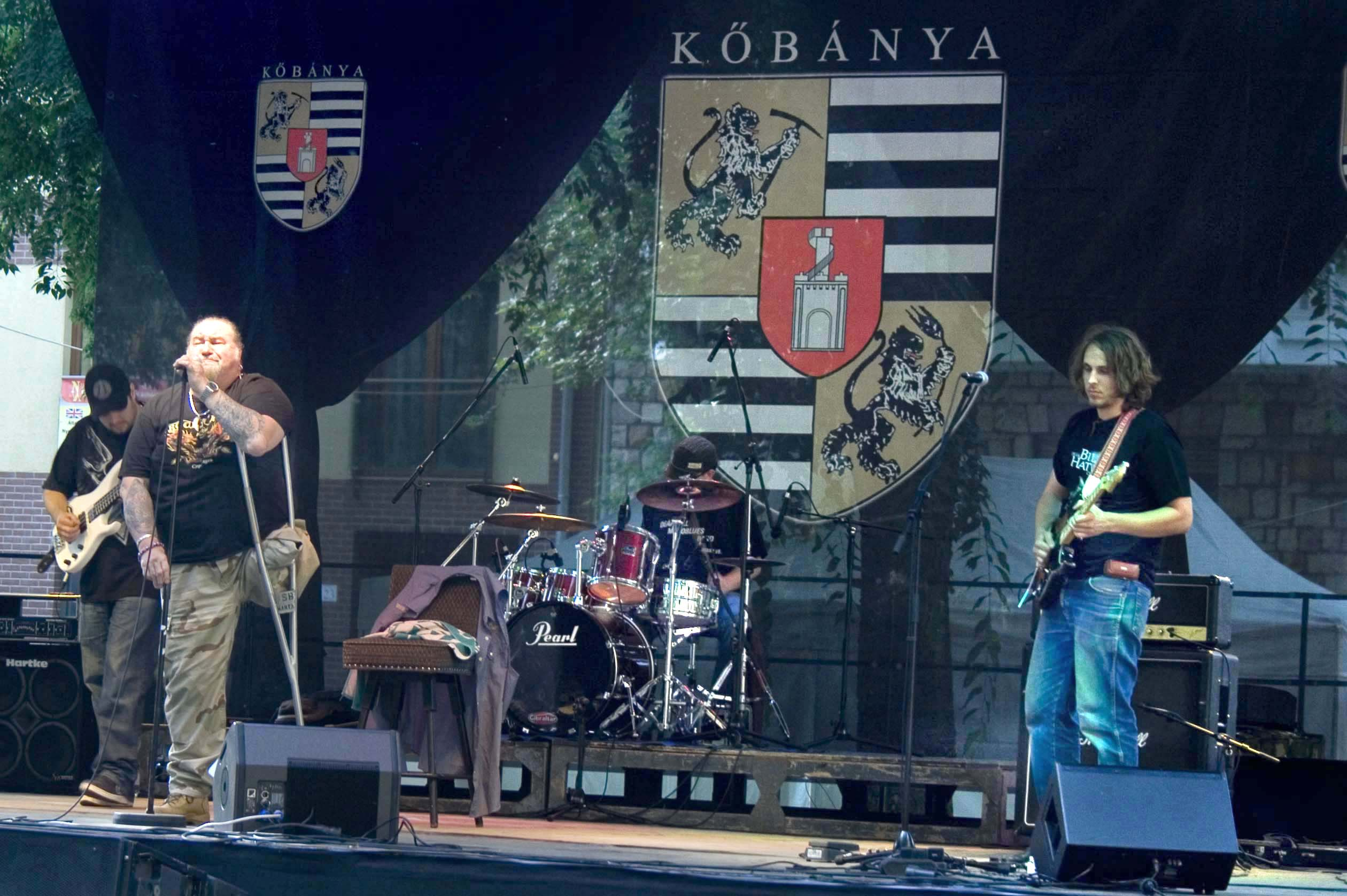
Deák Bill Band koncertje, Kőbányán, a Kőbánya Napokon, 2009-ben
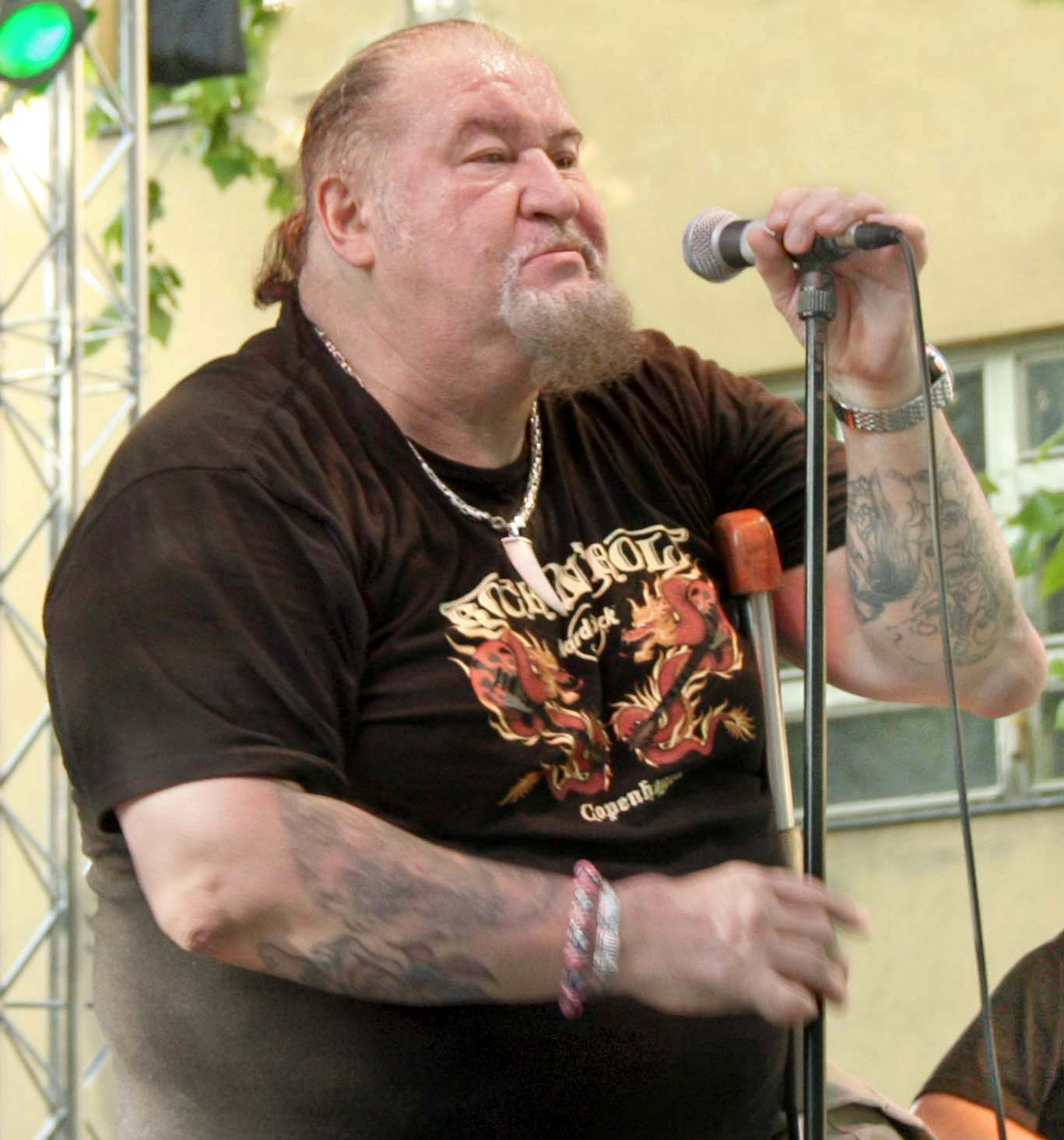
Deák Bill Gyula koncert közben. 2009
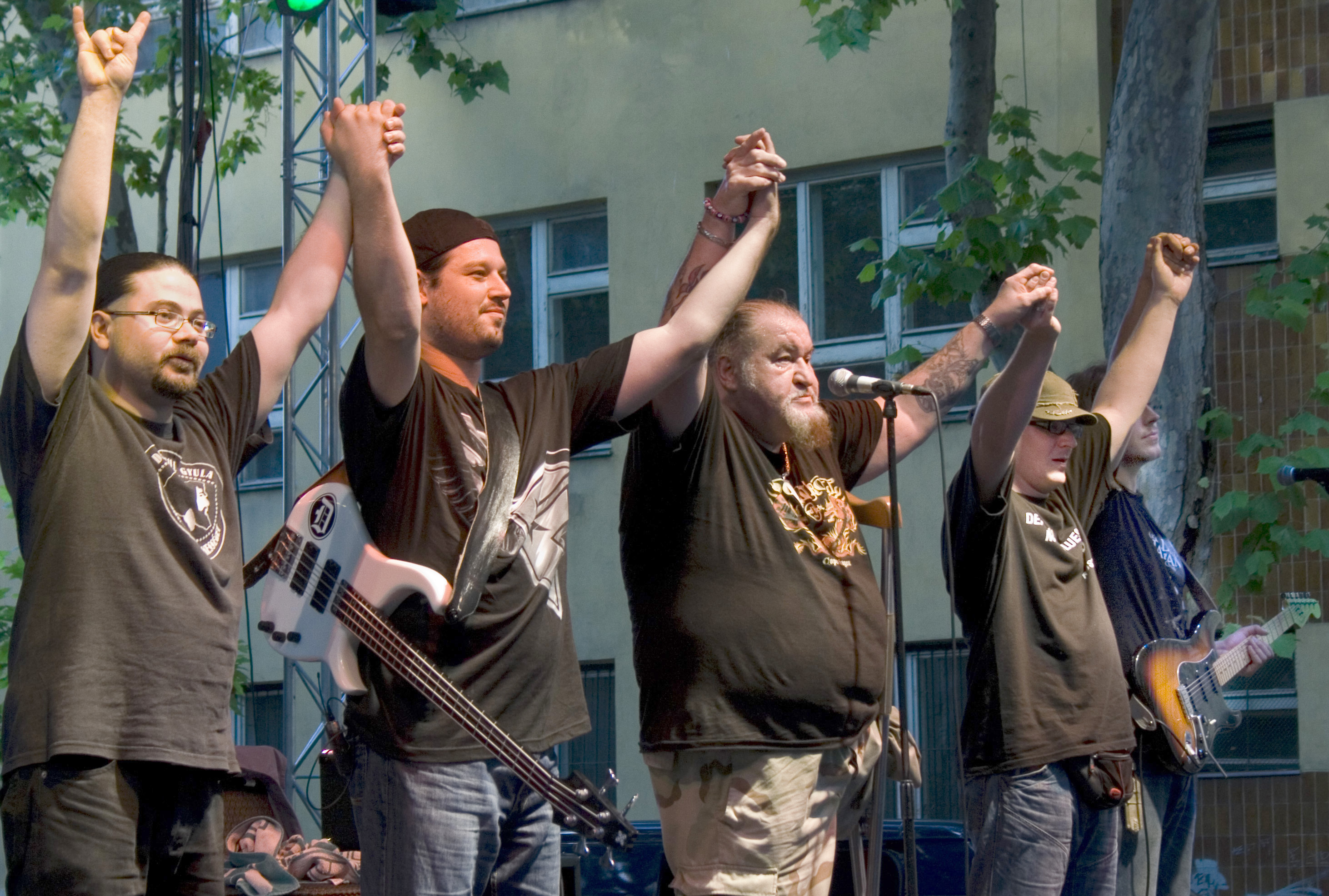
A Deák Bill Band tagjai megköszönik a tapsot. 2009

## Diszkográfia

### Hobo Blues Band
- 1980 – Középeurópai Hobo Blues
- 1982 – Oly sokáig voltunk lenn
- 1983 – Még élünk
- 1984 – Vadászat
- 1993 – Kopaszkutya
- 1994 – Csintalan lányok, rossz fiúk

### Szólóalbumok
- 1984 – Rossz vér
- 1986 – Mindhalálig blues
- 1993 – Bűnön, börtönön, bánaton túl
- 1999 – Bort, bluest, békességet
- 2001 – Bill kapitány blues cirkusza
- 2008 – Hatvan csapás
- 2009 – A Király meséi

### Koncertalbumok
- 2009 – 60. születésnapi jubileumi nagykoncert

### Egyéb, saját szerzemény
- Hosszú fekete haj https://www.youtube.com/watch?v=uOLMEhOHY08/
- Aranyeső (Bangó Margit részére írta)
- 1995 – A zöld, a bíbor és a fekete (két Bill és a Box Company-felvétel + közreműködés a címadó dalban)
- 1998 – P. Mobil: Kutyából szalonna (a bónuszanyagban, az eredeti kiadáson két, a 2009-es kiadáson négy dalban énekel)
- 2009 – P. Mobil: 4 rocktenor – Petőfi Csarnok DVD (az 1995-ös Bencsikre emlékező P. Mobil koncerten működik közre)
- 2009 – P. Mobil: Örökmozgó lettem 1. 30 év Rock N Roll – Népstadion DVD (az 1999-es 30 éves jubileumi P. Mobil koncerten működik közre)

### Filmszerepek
- 1981 – Kopaszkutya
- 1983 – Könnyű testi sértés
- 1983 – István, a király
- 1984 – A téli csillag meséje
- 1998 – Atilla, Isten kardja

### Színpadi szerepek
| Darab                      | Szerep              | Színház                          | Bemutató             | Forrás |
| -------------------------- | ------------------- | -------------------------------- | -------------------- | ------ |
| Atilla – Isten kardja      | Harsány, vak regölő | Margitszigeti Szabadtéri Színpad | 1993. augusztus 19.  | [ 17 ] |
| Atilla – Isten kardja      | N/A                 | Szegedi Szabadtéri Játékok       | 1999. július 9.      | [ 18 ] |
| A költő visszatér          | Forradalmár         | Margitszigeti Szabadtéri Színpad | 1988. augusztus 5.   | [ 19 ] |
| A megfeszített             | Tanítvány           | Margitszigeti Szabadtéri Színpad | 2000. augusztus 4.   | [ 20 ] |
| István, a király           | Torda, a táltos     | Városliget-Királydomb            | 1983. augusztus 18.  | [ 21 ] |
| István, a király           | Torda, a táltos     | Szegedi Szabadtéri Játékok       | 1990. augusztus 16.  | [ 22 ] |
| István, a király           | Torda, a táltos     | Népstadion                       | 1990. szeptember 15. | [ 23 ] |
| István, a király           | Torda, a táltos     | Margitszigeti Szabadtéri Színpad | 1995. június 24.     | [ 24 ] |
| János, a vitéz             | Strázsamester       | Szegedi Szabadtéri Játékok       | 1985. augusztus 9.   | [ 25 ] |
| Jézus Krisztus Szupersztár | Panasztikus Simon   | Rock Színház                     | 1986. július 25.     | [ 26 ] |
| Zúgjatok harangok! – 1848  | N/A                 | Margitszigeti Szabadtéri Színpad | 1998. július 24.     | [ 27 ] |

## Díjak, kitüntetések
- 1986 – Állami Ifjúsági Díj
- 2007 – Blues Patika Életmű-díj[6]
- 2008 – Artisjus-díj
- 2008 – Pont FM Életmű-díj[7]
- 2008 – Kőbánya díszpolgára[28]
- 2009 – Fonogram Életműdíj[9]
- 2012 – A Magyar Érdemrend lovagkeresztje
- 2022 – A Magyar Érdemrend tisztikeresztje[29]
- 2023 – Pro Urbe Budapest-díj